# Problema de Flavi Josep

Interpretació de Claude Gaspar Bachet de Méziriac del problema de Josefus amb 41 soldats i una mida de salt de 3, mostrant que els llocs 16 i 31 són els últims en ser assassinats; el temps avança cap a dins al llarg de l'espiral, els punts verds denoten soldats vius, els grisos soldats morts i els assassinats cada "x3" marcats amb creus

El  problema de Flavi Josep  és un problema teòric que s'estudia en matemàtica i en ciències de la computació.

## Plantejament
El concepte, és un conegut problema de successions i sèries, amb el següent plantejament: 
En el seu llibre De bello judaico, Hegesip explica que quan els romans van capturar la ciutat de Jotapata, Josep i un grup de quaranta jueus es van refugiar en una cova. Allà van decidir suïcidar-se abans de lliurar-se a l'enemic. A Josep la idea no el feia gens feliç, així que va proposar que es fes, però amb ordre. Es col·locarien en cercle i s'anirien suïcidant per torn, comptant tres a partir d'un entusiasta que volgués ser el primer. Josep ràpidament va calcular el lloc que ocuparia l'últim supervivent, va ocupar aquest lloc i va escapar a la mort.
Una variant és que, estant en mans dels seus captors, aquests els ofereixen la possibilitat que l'últim en sobreviure fos alliberat, però els mateixos presoners han de matar-se mútuament segons un ordre, començant per un "voluntari".
L'objectiu és escollir el lloc inicial en el cercle per sobreviure (és l'últim que queda), donat un domini {\displaystyle n\,}.
Una interessant aplicació d'això és un joc de cartes anomenat el "mètode d'endevinació a l'Australiana", molt usat pels així anomenats mags (prestidigitadors) i és d'aquesta manera: 
1. Seleccioneu un col·laborador, i lliureu-les cartes de l'as al vuit, perquè les barregi. Amb l'excusa de comprovar si estan ben barrejades, que doni un cop d'ull a la carta superior i que l'apunti (sense que ningú la vegi) en un full de paper. Anuncieu que es tracta d'una predicció.
2. Doneu les cartes a l'espectador i demaneu-li que realitzi l'anomenada barreja australiana, que consisteix en el següent:

- Amb les cartes de cap per avall, es passa la carta superior a la part inferior del paquet.
- La carta que queda dalt de tot es deixa sobre la taula.
- Es repeteixen els dos passos anteriors, carta superior a la part inferior, carta que queda dalt sobre la taula.
- El procés acaba quan queda a la mà una sola carta. [Observeu la similitud d'aquest procés amb l'utilitzat per Flavi Josep i els seus companys.]

1. Al final, mostreu la predicció i es comprovarà que coincideix amb l'única carta que té l'espectador a les mans.

## Història
El nom fa referència a Flavi Josep, un historiador jueu que va viure al segle i. Segons el que narra Josep, ell i 40 soldats camarades es trobaven atrapats en una cova, envoltats de romans. Van preferir suïcidar-se abans de ser capturats i van decidir que farien a sorts qui matava a qui. Els últims que van quedar van ser ell i un altre home. Llavors va convèncer a l'altre home que s'havien de lliurar als romans en lloc de matar-se entre ells. Josep va atribuir la seva supervivència a la sort o la Providència, encara que sabia que no era així.
| « | No obstant això, en aquesta angoixa extrema, ell no estava desproveït de la seva sagacitat habitual; però confiant a si mateix a la providència de Déu, va posar la seva vida en perill: "I ara," va dir ell, "ja que es resol entre nosaltres que morirem, anem, encomanem les nostres mútues morts a la determinació per sorts. Aquell a qui l'atzar caigui primer, que sigui degollat per qui rebi el segon atzar i, per tant, la fortuna farà el seu progrés a través de tots nosaltres, i cap de nosaltres serà assassinat per les pròpies mans, perquè no seria just si, quan la resta hagi mort, algú se'n penedís i se salvés". Aquesta proposta els va semblar molt justa; i quan ell s'havia imposat amb ells per determinar aquest assumpte per atzar, va participar en la rifa també. El qui va obtenir la primera sort posada al seu coll nu per qui va obtenir la següent, com va suposar que el general moriria entre ells, immediatament va pensar que la mort, si Josep moria entre ells, seria més dolça que la vida; tot i això, va anar amb el company de la seva esquerra fins al final. Diguem que això va passar per casualitat, o per la providència de Déu. I com que ell estava molt desitjós de no ser condemnat per la sort i de no xopar la mà dreta amb la sang dels seus compatriotes, el va convèncer a confiar en ell, ia viure per ell com a si mateix. Flavius Josefus. La guerra dels jueus, v.3, 387-391 | » |

## Problema de Flavi Josep estès
Definició del problema: Hi ha n  persones, numerades d'1 a n , al voltant d'un cercle.
Eliminem una de cada dues persones fins que quedi una sola persona. Donat el nombre n, determinar el nombre de cada persona que s'elimina.